# Uollega ennatae
Uollega ennatae là một loài bướm đêm trong họ Noctuidae.